# Schellingwouderdijk
De Schellingwouderdijk is een dijk en straat in het (voormalige) dorp Schellingwoude in Amsterdam-Noord. Het dorp ligt grotendeels als lintbebouwing langs de dijk.
De dijk is een deel van de Waterlandse Zeedijk. Westelijk heet deze voormalige zeedijk de Nieuwendammerdijk, oostelijk de Durgerdammerdijk.
Ten westen van Schellingwoude ligt de Schellingwouderbreek. Dit is een dijkdoorbraakkolk (breek of braak) die ontstond tijdens de Allerheiligenvloed van 1570 waarbij de Noorder IJ- en Zeedijk bij Schellingwoude doorbrak, net ten oosten van de (gemeente)grens van Nieuwendam. Wegens gebrek aan geld en middelen is het water nooit drooggemaakt en zo een herinnering gebleven aan de overstroming van 1570.
Aan de zuidwestkant ligt buitendijks, aan het IJ, het Schellingwouderpark en een sportpark. Ten oosten daarvan ligt de Noorder IJdijk met de Oranjesluizen. De Noorder IJdijk en de sluizen verbinden de Schellingwouderdijk met het Zeeburgereiland en vormen daarmee ook de scheiding tussen het "Binnen-IJ" (of "Afgesloten IJ") en het "Buiten-IJ" (IJmeer).
De Schellingwouderbrug gaat over de dijk en het Buiten-IJ naar Zeeburg.